# Epinephelus daemelii
 Epinephelus daemelii és una espècie de peix de la família dels serrànids i de l'ordre dels perciformes.

## Morfologia
Els mascles poden assolir els 200 cm de longitud total.

## Distribució geogràfica
Es troba al sud-oest del Pacífic.